# KDE Plasma 5
KDE Plasma 5 é a quinta e atual geração do ambiente de trabalho criado pelo KDE principalmente para sistemas Linux. O KDE Plasma 5 é o sucessor do KDE Plasma 4 e foi inicialmente lançado em 15 de julho de 2014. Em 28 de fevereiro de 2024, o KDE Plasma 6, seu sucessor, foi lançado.
Inclui um novo tema padrão, conhecido como "Breeze", bem como uma maior convergência em diferentes dispositivos. A interface gráfica foi totalmente migrada para o QML, que usa o OpenGL para aceleração de hardware, resultando em melhor desempenho e menor consumo de energia.
O Plasma Mobile é uma variante do Plasma 5 para smartphones baseados em Linux.

## Visão geral

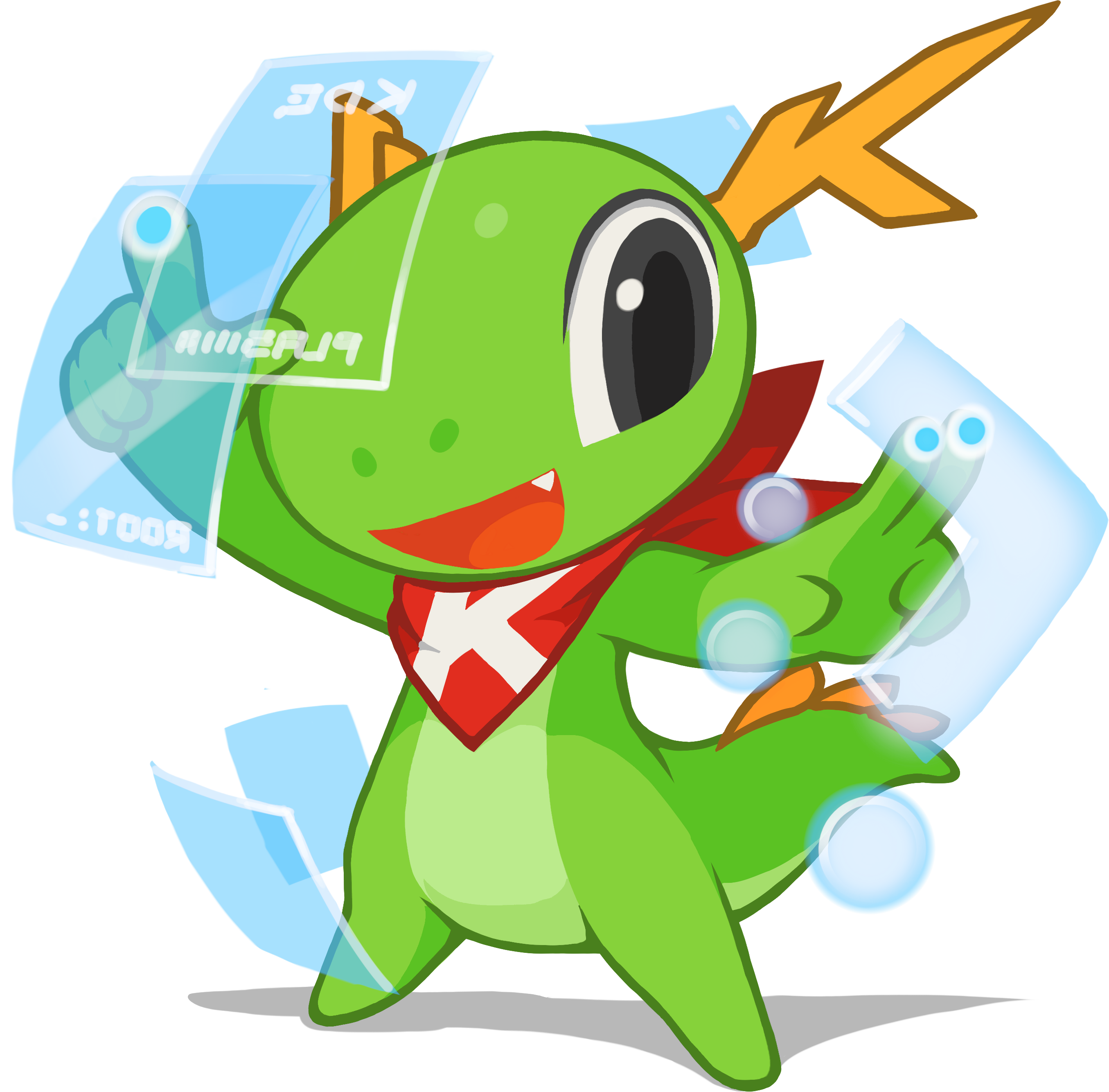
O mascote do KDE Konqi e o ambiente de desktop Plasma.

### Arquitetura de software
O KDE Plasma 5 é construído usando Qt 5 e KDE Frameworks 5, predominantemente plasma-framework.
Ele melhora o suporte para monitores HiDPI e entrega um shell gráfico convergente, capaz de modificar o shell gráfico de acordo com o dispositivo em uso. 5.0 também inclui um novo tema padrão, denominado Breeze. O QtQuick 2 do Qt 5 usa um gráfico de cena (canvas) baseado em OpenGL (ES) acelerado por hardware para compor e renderizar gráficos na tela, o que permite a descarga de tarefas de renderização de gráficos computacionalmente caras para a GPU, que libera recursos na CPU principal do sistema.

### Sistemas de janelas

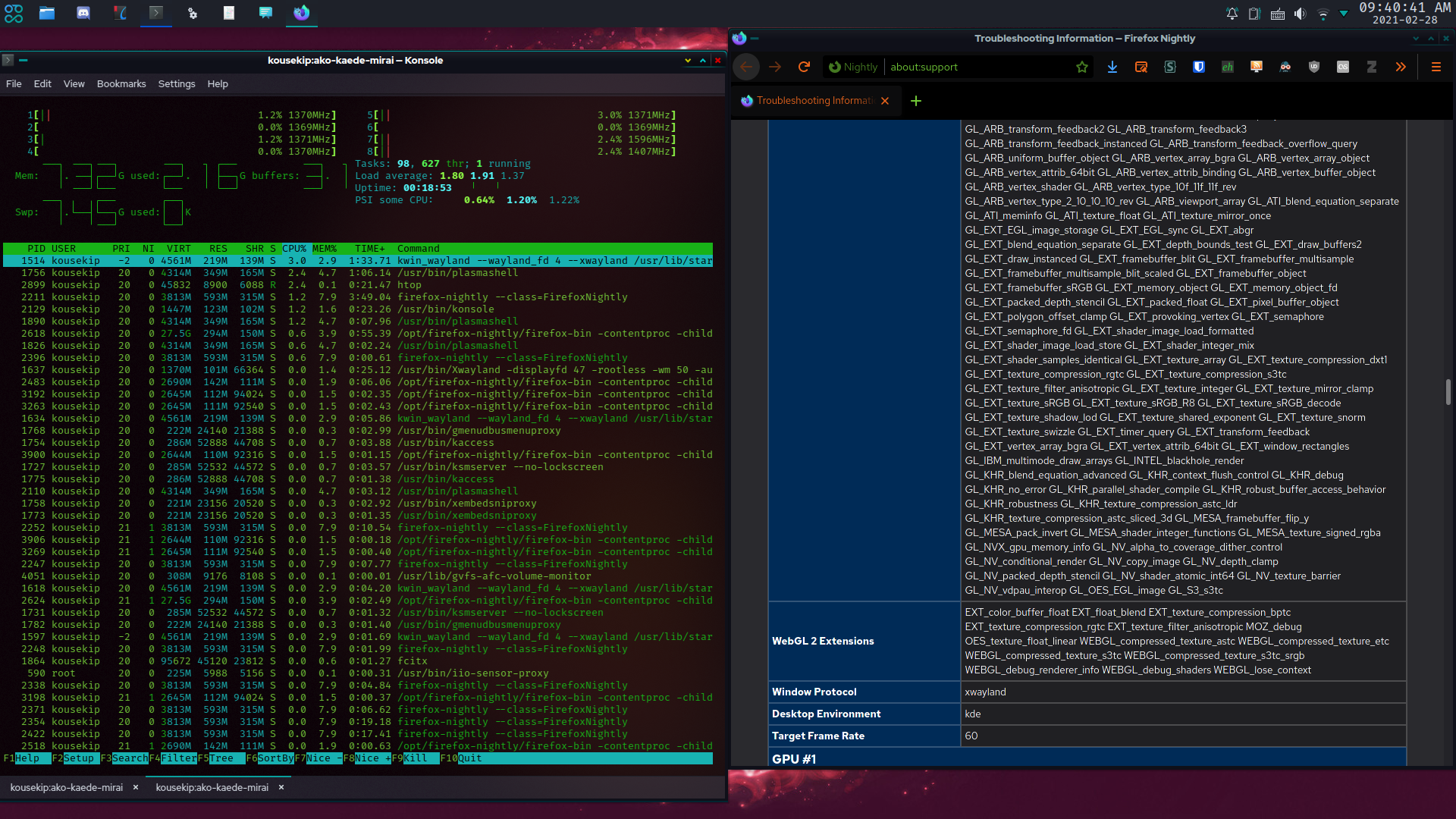
KDE Plasma 5 executando no Wayland

KDE Plasma 5 usa o X Window System. O suporte para Wayland foi preparado no compositor e planejado para um lançamento posterior. Ele foi disponibilizado inicialmente na versão 5.4. O suporte estável para uma sessão básica do Wayland foi fornecido na versão 5.5 (dezembro de 2015).
O suporte para o driver proprietário da NVIDIA para o Plasma no Wayland foi adicionado na versão 5.16 (junho de 2019).

### Desenvolvimento
Desde a divisão da KDE Software Compilation em KDE Plasma, KDE Frameworks e Aplicativos do KDE, cada subprojeto pode desenvolver-se ao seu próprio ritmo. O KDE Plasma 5 está em seu próprio calendário de lançamento, com lançamentos de recursos a cada três ou quatro meses e versões de correções de bugs nos meses intermediários.

## Recursos da área de trabalho

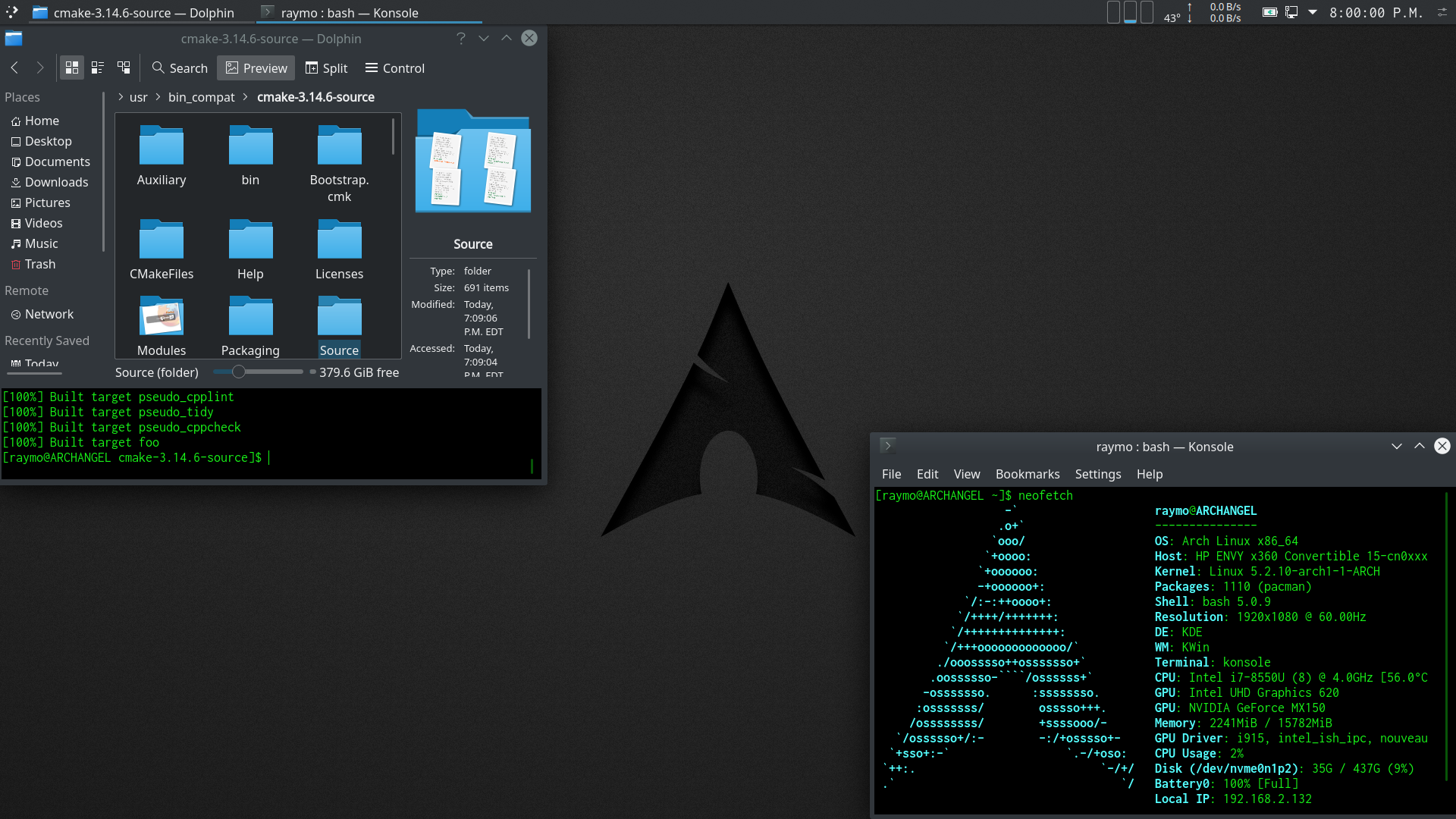
KDE Plasma com o tema Breeze Dark, com Konsole e Dolphin, aplicativos centrais do KDE.

- KRunner –  Recurso de pesquisa com vários plug-ins disponíveis. Além de iniciar aplicativos rapidamente, ele pesquisa arquivos e pastas e executa inúmeras outras tarefas, como conversão de moeda estrangeira e conversão de medidas. Também funciona como calculadora.[15]
- Atividades –  "áreas de trabalho virtuais", que têm seus próprios layouts e papéis de parede. Eles podem ser nomeados e navegados pelo menu Atividades.
- Personalize áreas de trabalho, layouts e painéis em vários monitores
- Widgets, chamados "Plasmoids", podem ser adicionados ao painel ou área de trabalho
- Gerenciador de arquivos Dolphin –  renomeia arquivos em lote, podem ser personalizados por meio de "menus de serviço" que adicionam novas funções ao menu de contexto[16]
- Gerenciamento de sessão
- Spectacle –  para fazer capturas de tela

## Distribuições Linux usando Plasma
O Plasma 5 é um ambiente de desktop padrão (ou um dos padrões) em distribuições Linux, como:
- Fedora – Fedora KDE Plasma Desktop Edition é um Fedora spin oficial distribuído pelo projeto,[17]
- KDE neon,[18][19]
- KaOS,[20]
- Kubuntu,
- Manjaro – como Manjaro KDE edition,[21][22]
- Netrunner,
- PCLinuxOS,
- openSUSE,[23]
- Solus Plasma,[24]
- Feren OS Modern[25] – Feren OS Classic usa Cinnamon,
- Slackware Current[26]

## História
O primeiro Technology Preview do Plasma 5 (na época chamado Plasma 2) foi lançado em 13 de dezembro de 2013. Em 15 de julho de 2014, a primeira versão lançada –  Plasma 5.0 –  viu a luz do dia.
Na primavera de 2015, o Plasma 5 substituiu o Plasma 4 em muitas distribuições populares, como Fedora 22, Kubuntu 15.04, e openSUSE Tumbleweed.

### Lançamentos
Lançamentos principais são lançados a cada quatro meses (até 5.8 a cada três meses) e lançamentos de correções de bugs nos meses intermediários. Após a versão 5.8 LTS, o KDE planeja oferecer suporte a cada nova versão LTS por 18 meses com correções de bugs, enquanto novos lançamentos regulares verão melhorias de recursos.
| Lançamentos do Plasma 5                                                            | Lançamentos do Plasma 5 | Lançamentos do Plasma 5 |
| Versão                                                                             | Data                    | Principais recursos |
| ---------------------------------------------------------------------------------- | ----------------------- | --- |
| 5.0                                                                                | 15 de julho de 2014     | Primeiro lançamento. |
| 5.1                                                                                | 15 de outubro de 2014   | Recursos ausentes portados do Plasma 4. |
| 5.2                                                                                | 27 de janeiro de 2015   | Novos componentes: - BlueDevil – integra tecnologia Bluetooth no Plasma e nos Aplicativos KDE - KSSHAskPass – front-end para ssh-add que armazena a senha da chave ssh no KWallet - Muon – uma coleção de ferramentas de gerenciamento de pacotes para sistemas baseados em Debian, usando o índice apt-xapian e o algoritmo de busca do Synaptic - sddm-kcm – módulo de configuração para temas do SDDM - KScreen – software de gerenciamento de tela que se conecta às configurações do sistema KDE, faz uso do KDE Daemon e KGlobalAccel - kde-gtk-config – configurador de estilos do GTK 2 e 3 - KDecoration – uma biblioteca baseada em plug-ins para criar decorações de janela. Essas decorações de janela podem ser usadas pelo gerenciador de janelas, que transforma uma janela do cliente em um quadro de decoração de janela. |
| 5.3                                                                                | 28 de abril de 2015     | Tech preview do Plasma Media Center. Novos miniaplicativos Bluetooth e touchpad. Gerenciamento de energia aprimorado. |
| 5.4                                                                                | 25 de agosto de 2015    | Sessão inicial do Wayland, novo miniaplicativo de volume de áudio baseado em QML e lançador alternativo de aplicativos em tela inteira. |
| 5.5                                                                                | 8 de dezembro de 2015   | Suporte aprimorado ao Wayland. |
| 5.6                                                                                | 22 de março de 2016     | Maior segurança. |
| 5.7                                                                                | 5 de julho de 2016      | Wayland: "fluxos de trabalho básicos agora totalmente funcionais". Teclado virtual automático. |
| 5.8 LTS                                                                            | 4 de outubro de 2016    | Versão de suporte de longo prazo. |
| 5.9                                                                                | 31 de janeiro de 2017   | Melhorias no Wayland, suporte ao menu global. |
| 5.10                                                                               | 30 de maio de 2017      | Melhorias de desempenho. |
| 5.11                                                                               | 7 de novembro de 2017   | Redesenho das Configurações do Sistema. Histórico de notificações. Adicionados Plasma Vaults. Melhorias no Wayland. |
| 5.12 LTS                                                                           | 6 de fevereiro de 2018  | Maior estabilidade e velocidade. Melhorias no Wayland. |
| 5.13                                                                               | 12 de junho de 2018     | Integração com navegadores não-KDE; novas telas de bloqueio e de login; aparência aprimorada do Discover; nova caixa de diálogo de seleção de layout de tela ao conectar uma nova tela. |
| 5.14                                                                               | 9 de outubro de 2018    | Integração do menu global GTK. Melhorias no Wayland. |
| 5.15                                                                               | 12 de fevereiro de 2019 | O Wayland agora oferece suporte a desktops virtuais, arrastar e soltar em toque; e fundações: os protocolos XdgStable, XdgPopups e XdgDecoration agora estão totalmente implementados. |
| 5.16                                                                               | 11 de junho de 2019     | Sistema de notificação reformulado com Não perturbe, agrupamento no histórico, notificações críticas em aplicativos de tela cheia e melhores notificações de progresso de transferência de arquivos; suporte para o driver proprietário NVIDIA no Wayland; suporte completo para VPNs WireGuard; configuração total do touchpad no X11 com Libinput; telas modernizadas de login, de bloqueio e de logout; Melhorias de IU em todo o Plasma e Discover |
| 5.17                                                                               | 15 de outubro de 2019   | Cor Noturna disponível para X11. O Plasma agora reconhece quando um programa está sendo executado no modo de tela inteira e evita pop-ups. Wayland: O plasma agora vem com escala fracionária. |
| 5.18 LTS                                                                           | 11 de fevereiro de 2020 | Configurações de sistema mais fáceis. Notificações interativas. Emojis. Novos papéis de parede. Melhor integração de aplicativos em GTK. |
| 5.19                                                                               | 9 de junho de 2020      | Novos widgets de monitoramento do sistema. Novo aplicativo do Centro de Informações. Visuais e interação da bandeja do sistema melhorados. Fusos horários visíveis no pop-up do relógio. Função de resposta embutida para notificações de aplicativos suportados. Configuração de velocidade de animação global. |
| 5.20                                                                               | 13 de outubro de 2020   | Monitoramento de disco S.M.A.R.T.. Recurso "Destacar configurações alteradas" em Configurações do sistema. Gerenciador de Tarefas somente com ícones e o relógio mostram a data por padrão. OSDs de status redesenhados. Mais opções e melhorias para alternar entre tarefas agrupadas do Gerenciador de Tarefas. Atalhos para ladrilhos de cantos de janelas. Balanceamento de áudio ajustável por canal. Clique com o botão do meio no ícone de notificações para entrar no modo Não Perturbe. Wayland: suporte para screencasting, área de transferência compartilhada, colar com o botão do meio, miniaturas de janela e ajuste da velocidade de rolagem. |
| 5.21                                                                               | 16 de fevereiro de 2021 | Novo lançador de aplicativos. Melhorias no tema de aplicativos (barra de cabeçalho unificada). Breeze Twilight, uma nova variante de Breeze com uma mistura de esquema escuro e claro. Novo Monitor de Sistema do Plasma. Refatoração do código para o KWin e Wayland com suporte para teclado virtual em aplicativos GTK. Novo menu do Plasma Firewall e configurações do sistema aprimoradas. O layout do widget do Media Player foi aprimorado e agora inclui a lista de aplicativos que atualmente reproduzem música no cabeçalho como uma barra de guias. |
| 5.22                                                                               | 8 de junho de 2021      | Transparência adaptável ao painel, miniaplicativos e widgets aprimorados, melhorias no KRunner, sessões do Plasma no Wayland aprimoradas. |
| 5.23                                                                               | 14 de outubro de 2021   | Troca entre diferentes modos de desempenho/economia de energia (em hardware compatível). Estilo visual reformulado para o tema Breeze. Cor de destaque personalizável. O status de ativação do Bluetooth é configurável e lembrado nas reinicializações por padrão. Mais fácil de pesquisar as configurações nas Configurações do Sistema. Animações de feedback de lançamento de aplicativo e melhorias de estabilidade para a sessão Plasma Wayland. |
| 5.24 LTS                                                                           | 8 de fevereiro de 2022  | Novo gerenciador de visão geral para alternar mais facilmente entre os desktops. Atualização visual para o tema Breeze. Seletor de cores para cores de destaque. Destaque para notificações críticas. Aprimoramentos do widget da bandeja do sistema. Aprimoramentos de velocidade e produtividade no Discover. Integração da ajuda no KRunner. Suporte de autenticação de impressão digital. Suporte adicional para cores, VR e tabelas de desenho no Plasma Wayland. |
| 5.25                                                                               | 14 de junho de 2022     | O gerenciador de visão geral exibe todas as janelas abertas e áreas de trabalho virtuais. Suporte a gestos do trackpad. Sincronização da cor de destaque com o papel de parede. Novo modo de toque com elementos redimensionados. Novas opções de personalização. Página do aplicativo Discover retrabalhada. Maiores opções de temas globais. |
| 5.26                                                                               | 11 de outubro de 2022   | Widgets de painel redimensionáveis. Novo widget de temporizador. Novo navegador Aura e reprodutor de mídia Plank para Plasma Big Screen. Melhorias na Cor Noturna. Texto dimensionado mais nítido em aplicativos XWayland. O papel de parede muda junto com o modo escuro. Dispensa de notificações com clique do meio. |
| Versão antigaVersão mais antiga, ainda mantidaVersão mais recenteLançamento futuro |                         | |

### Planejamento futuro
Plasma 6: De acordo com a agenda oficial, "Após o 5.24 LTS, nosso próximo Plasma 5 LTS provavelmente será lançado ao mesmo tempo que o primeiro Plasma 6, nenhuma data foi definida ainda".

## Galeria

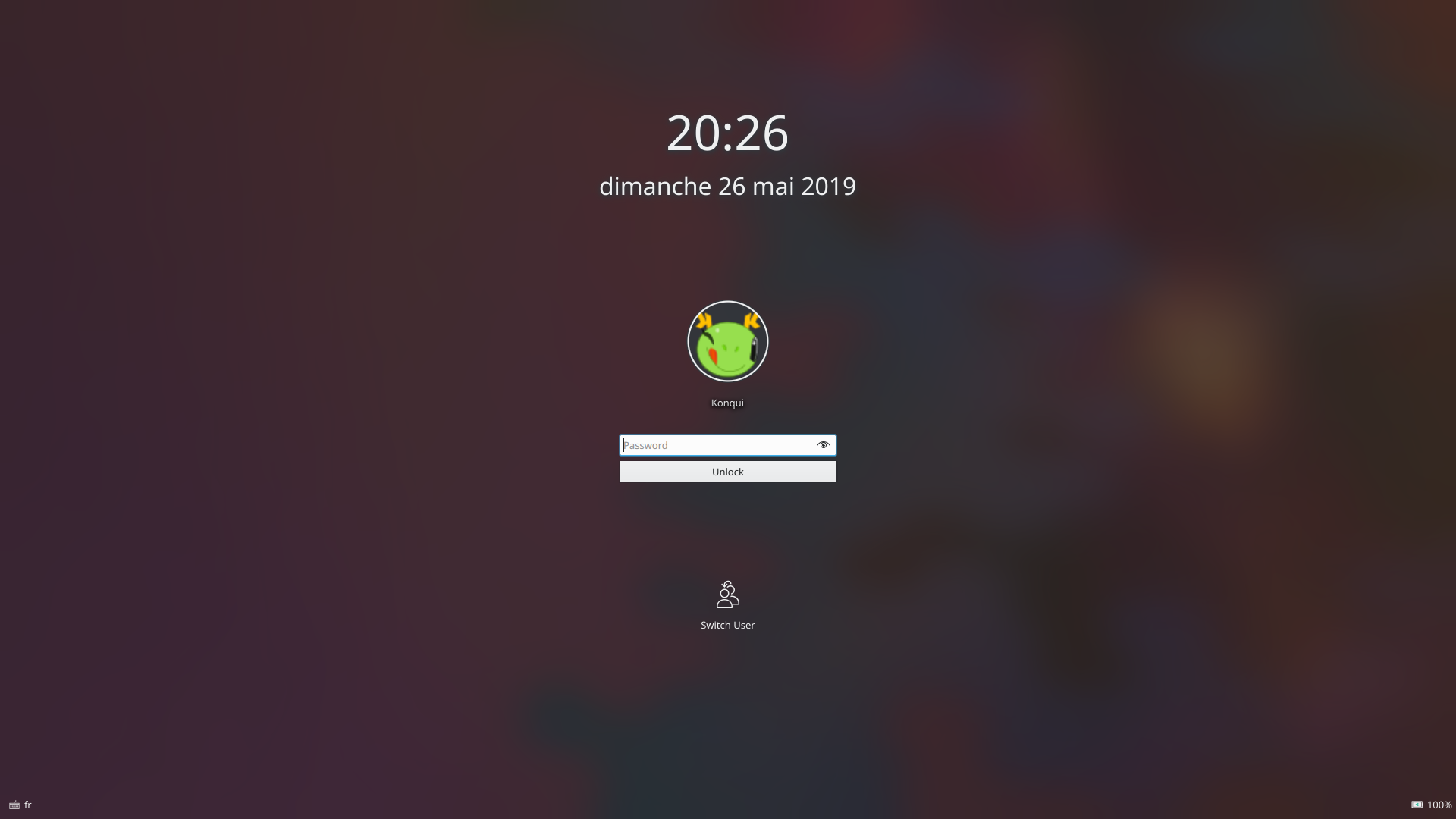
Tela de bloqueio padrão do Plasma 5
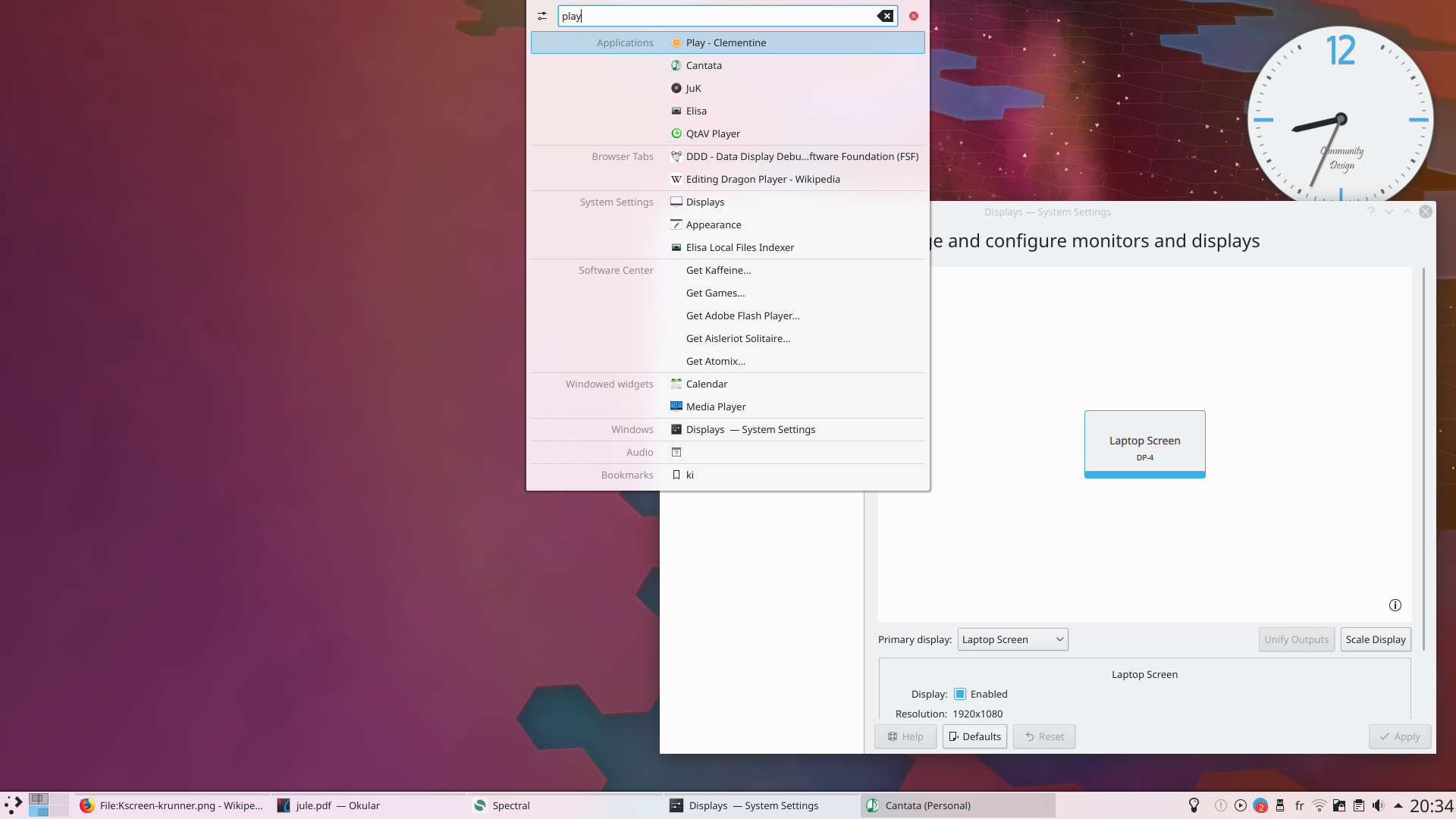
Plasma 5 mostrando KRunner e gerenciamento de monitor
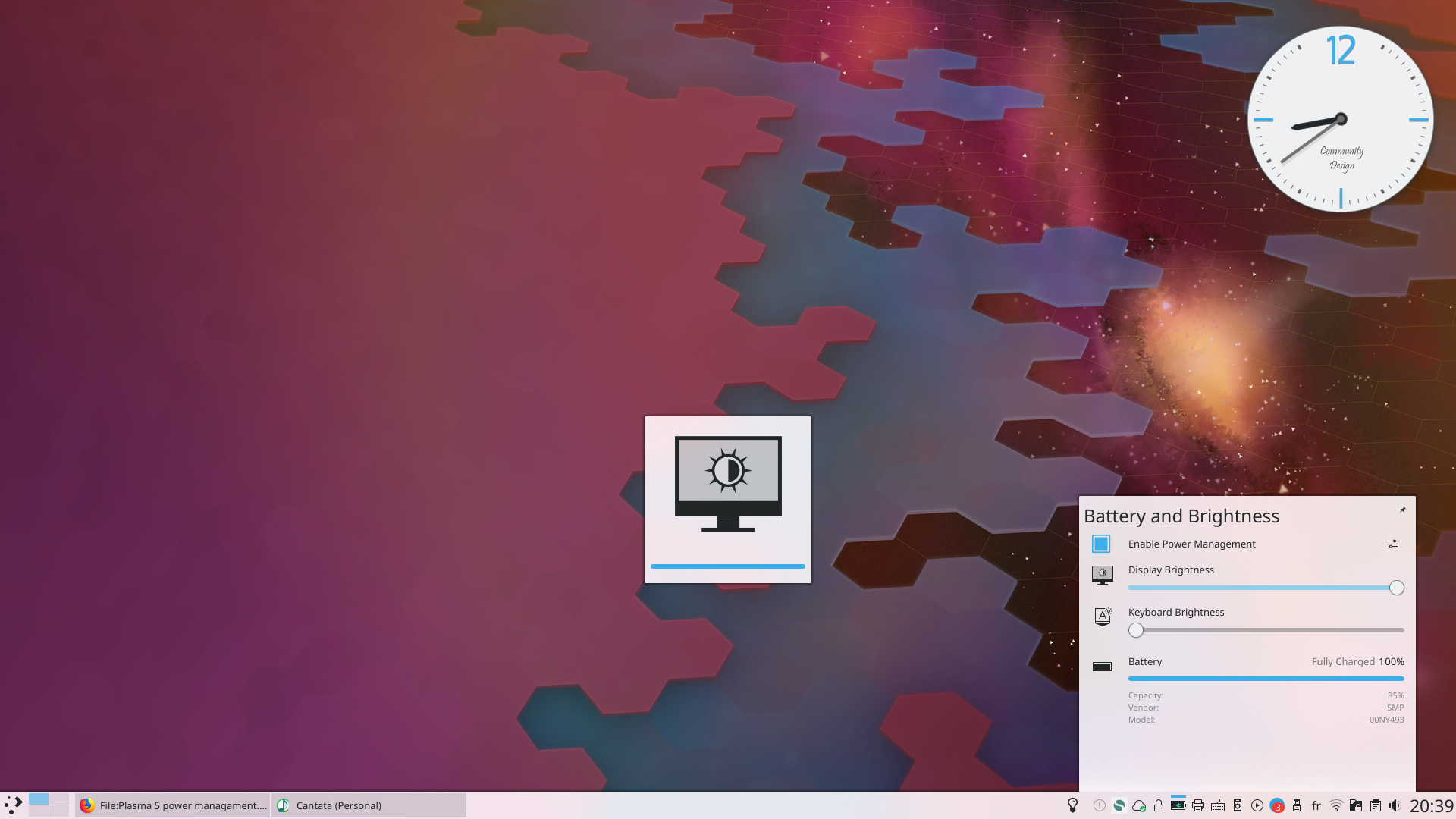
Gerenciamento de energia e OSD de brilho sendo ajustado pelo teclado
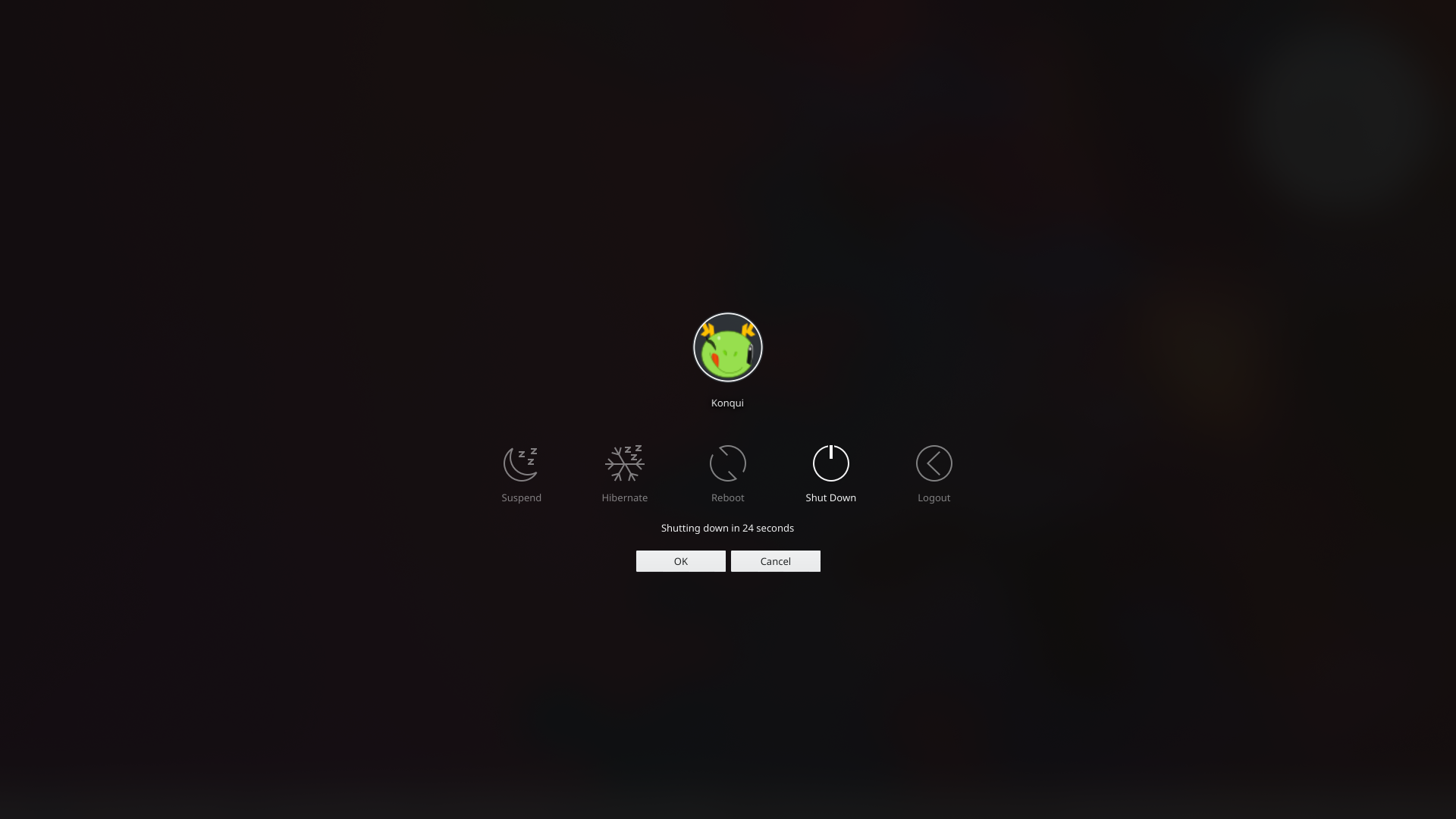
Tela de desligamento do Plasma 5
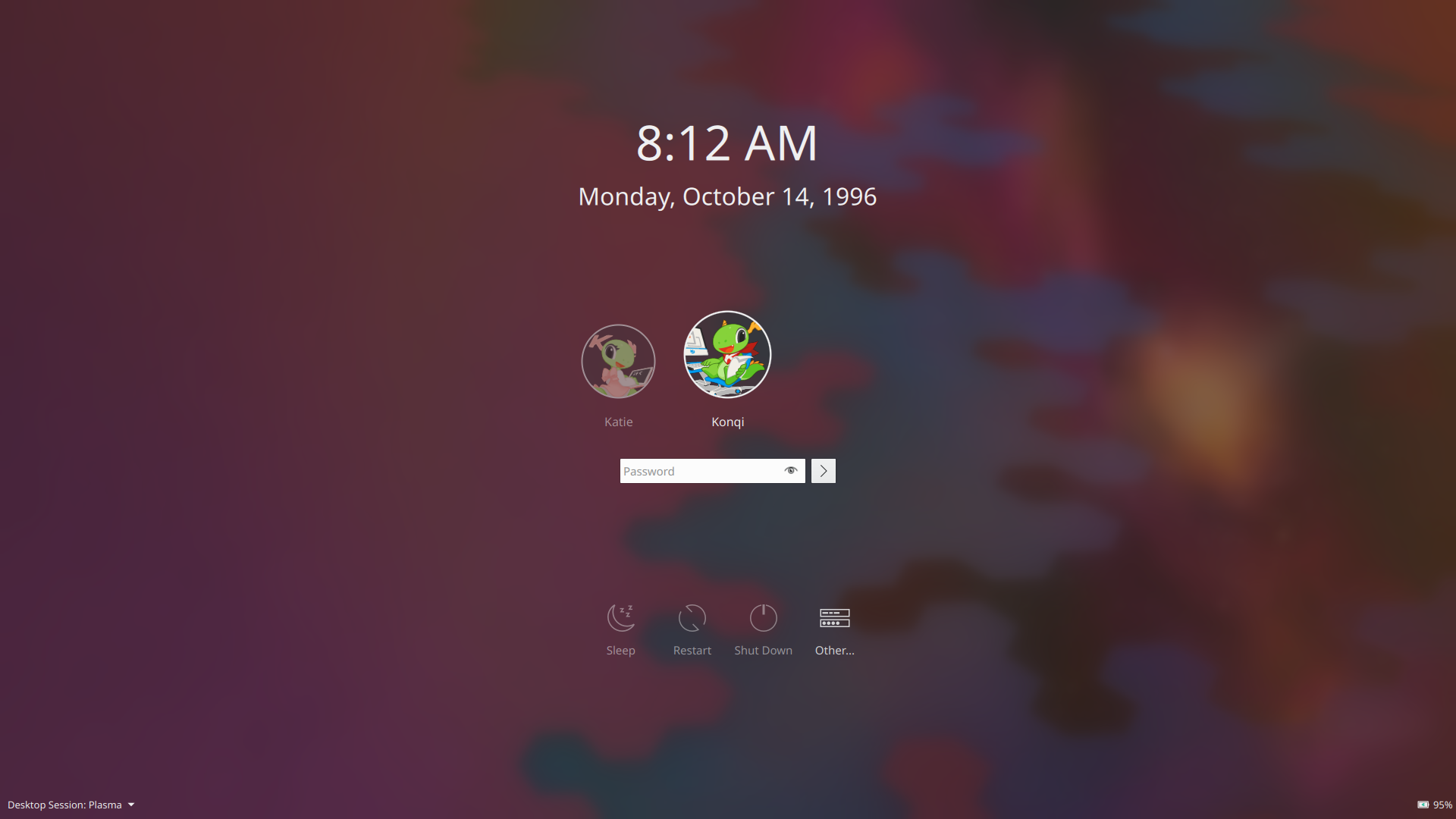
Tela de login do Plasma 5
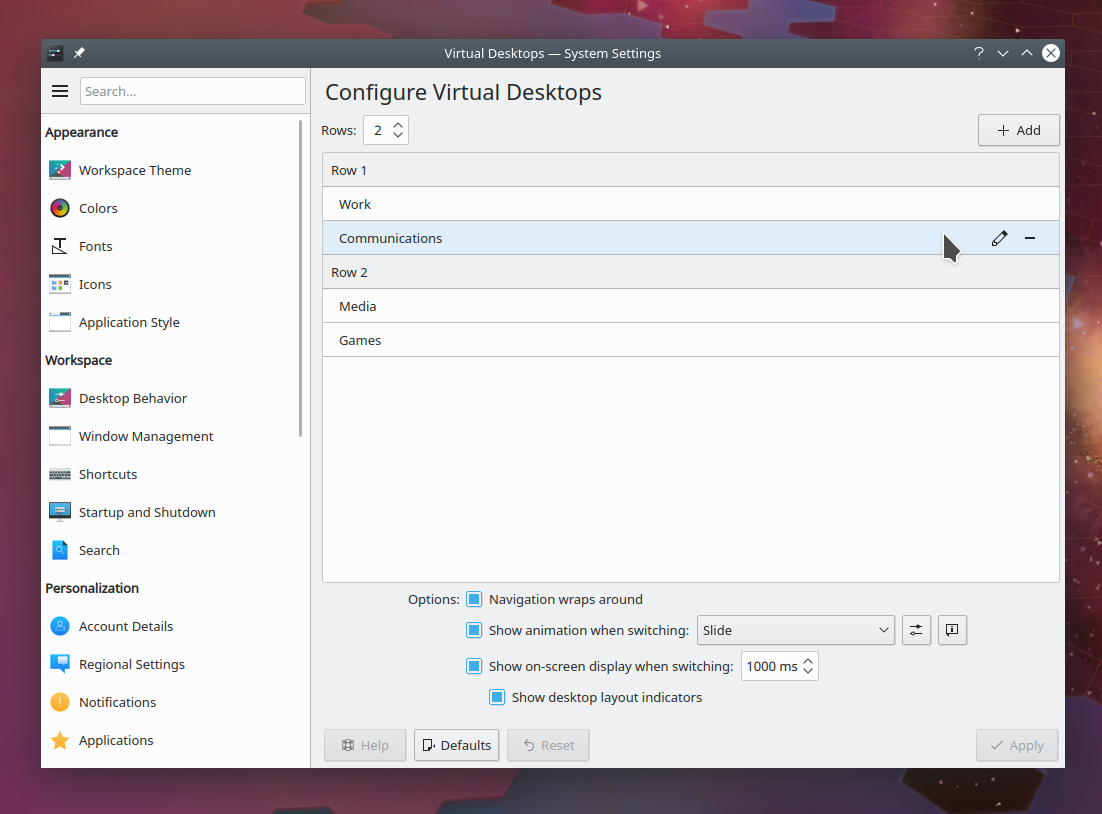
Configurações do Sistema do Plasma